# 3C 147
3C 147とは、ぎょしゃ座にあるクエーサーである。
3C 147の赤方偏移の値は0.545であり、見かけの距離は53億7000万光年であるが、実際には66億6000万光年離れた位置にある。後退する速度は光速の約半分の14万4000km/sである。
超長基線アレイの観測によって、3C 147の中心部がAとBの2つのコアに分離することが出来た。2つのコアは、見かけ上は光速の1.2 ± 0.4倍の速度で分離しているように見える。